# NGC 6744A
NGC 6744A في الفهرس العام الجديد، هي مجرة، تقع في كوكبة الطاووس. اكتشفت .

## روابط خارجية
- NGC 6744A على موقع ويكي سكاي: DSS2, SDSS, GALEX, IRAS, Hydrogen α, X-Ray, Astrophoto, Sky Map, Articles and images